# 前列腺局部辨证
前列腺局部辨证 在前列腺肛门指检时进行，当检查者食指完全伸入患者肛门，前列腺即在食指指腹下；透过直肠壁，扪及前列腺后叶；触摸前列腺形态、大小、质地，中央沟，以及前列腺饱满程度。
前列腺分泌的前列腺液，含有抗菌因子保护尿道，每天以0.5-2ml的量，经前列腺腺管，排到后尿道，随尿液排出体外。列腺腺管内存有一定量前列腺液。
按摩前列腺，自两侧外缘向前列腺中央沟按压，反复多次，然后在中央沟自上而下按压2-3次，在尿道口接取前列腺按出液标本，送检。
同时，观察前列腺饱满程度与接取前列腺按出液标本的关系，评价前列腺分泌前列腺液以及前列腺腺管通畅情况。
- 前列腺饱满，无法获取前列腺按出液，或腺管欠通畅，按出液少，前列腺按出液标本中白细胞明显升高，是血淤型特征。
- 前列腺饱满，容易获取前列腺按出液，一次按出液量多，前列腺按出液标本中白细胞明显升高，是湿热型特征。
- 前列腺饱满，容易获取前列腺按出液，一次按出液量多，前列腺按出液标本中白细胞仅轻度升高，接近正常，是气虚型特征。
- 前列腺松软，无法获取前列腺按出液，或一次按出液量少，是肾虚型特征。

湿热型、气虚型适合定期进行前列腺按摩，血淤型、肾虚型均有待于对前列腺进行有效调节后，再行前列腺治疗按摩为宜。